# Puig de les Lloses
El Puig de les Lloses és una muntanya de 1.406,3 metres del terme comunal de Prats de Molló i la Presta, de la comarca del Vallespir, a la Catalunya del Nord.
Es troba a la zona nord-oriental del centre del terme de Prats de Molló i la Presta, al sud-est del Pic de Granarols i al nord de la vila de Prats de Molló.
Pel Puig de les Lloses passen algunes rutes de senderisme del massís del Canigó.